# Ketandan (Lengkong)
Ketandan is een bestuurslaag in het regentschap Nganjuk van de provincie Oost-Java, Indonesië. Ketandan telt 3728 inwoners (volkstelling 2010).